# Вјекослав Вранчић
Вјекослав Вранчић (25. март 1904 - 25. септембар 1990) био је високи усташки функционер у Независној Држави Хрватској (НДХ). Након проглашења НДХ 1941. обављао је дужност заменика министра cпољних послова, а 1942. Анте Павелић га је именовао за изасланика при Другој италијанској армији. На том положају преговарао је с представницима ЈВуО Јевђевићем, Грђићем и Kраљевићем. Затим је служио као заменик у министарству унутрашњих послова НДХ, "тијелу непосредно одговорном за концентрацијске логоре и репресивни државни апарат". Вранчића је "одликовао Адолф Хитлер за заслуге у планирању концепта масовне депортације".

## Биографија
Вранчић је био један од Павелићевих људи од највећег поверења и саучесник бројних важних политичких и војних догађаја у Босни и Херцеговини. Вранчић је био усташки званичник који је издавао декрете о непостојању муслиманског народа, за које је тврдио да су Хрвати исламске вјероисповести. Еуген Дидо Kватерник, високи усташки званичник, написао је за Вранчића: "За цијело вријеме мог службовања, а и касније, др. Вранчић био је слијепи инструменат Павелићевих особних интрига. Павелићу је била добро позната Вранчићева прошлост, но требао је компромитираног роба. Ту лежи тајна интимних односа др. Павелића и његова најгрлатијег паладина. Посебно ружну улогу одиграо је као Повјереник код бивше талијанске војске. У доба кад су постројбе талијанске војске одпремале на тисуће невиних Хрвата у талијанске (...) Др. Вранчић је био, наиме, у то доба доушник Владете Милићевића, краљевског редарственог аташеа, који би Вранчића за поједине вијести и податке награђивао износима од 10-15 аустријских шилинга". Вранчић је као Павелићев представник имао задужење да помогне оснивање дивизије "Хрватске Вафен-СС Дивизије" с високим официрима СС-а у Загребу 5. маја 1943. У усташкој војсци је стигао до чина мајора, но значајније је његово обављање дужности заменика министра спољњих послова, а касније и дужности министра рада НДХ.
Да би омогућио предају усташког режима западним Савезницима, Павелић је послао Вранчића (с Андријом Вркљаном као преводитељем) Врховном заповеднику Савезничких снага у Италији, који их је обојицу ухапсио. Вранчићу је омогућено да се уз помоћ тајне службе САД склони у Ватикан.
Вранчић је отишао у Аргентину користећи фалсификоване документе које је набавио уз помоћ Kрунослав Драгановића. У Аргентини је остао све до своје смрти у Буенос Ајресу 1990. Био је активан у неоусташком покрету у Аргентини где је постао потпредседник тзв. хрватске "владе у егзилу" на чијем је челу био Анте Павелић. Вранчић је био укључен и у терористичке активности које су спроводиле екстремна десничарска удружења у Аргентини. Због његових активности Вранчићу је 1974. био одбијен улазак у Аустралију. У Аргентини је основао часопис Хрватски народ.